# Gennaker
En gennaker - også kaldet en ballonklyver - er i skibsterminologi en form for sejl.
Ordet "gennaker" er en sammensætning af genua og ordet for spiler, spinnaker. Gennakeren er også ganske bogstaveligt en mellemting mellem disse to sejltyper, da den kan defineres som en flad spiler eller en hul genua. Derudover kaldes det også en asymmetrisk spiler.
Gennakeren er den nemmeste form for spiler at sejle med. Ved tur- og familiesejlads er den nem at have at gøre med, da der ikke findes nogen spilerstage, der kan komme i vejen under en bomning. Desuden vil uoverlagte bomninger undgås, da det ikke er muligt at sejle plat læns med en gennaker. Med gennakeren skal vinklen til vinden helst være mellem 115°-155°. Agter man at sejle læns med gennakeren , kan den spiles med en spilerstage som en normal spiler.
En gennaker kan både findes liggende i en pose som en spiler, eller siddende på forstaget som en rullegenua.